# 몬테 크리스토 백작 (1934년 영화)
몬테 크리스토 백작(The Count Of Monte Cristo)은 미국에서 제작된 로우랜드 V. 리 감독의 1934년 모험 영화이다. 로버트 도냇 등이 주연으로 출연하였고 에드워드 스몰 등이 제작에 참여하였다.

## 출연

### 주연
- 로버트 도냇
- 엘리사 랜디

### 조연
- 루이스 칼헌
- 시드니 블래크머
- 레이몬드 월번
- O.P. 헤기
- 아이린 허비

## 제작진
- 원작자: 알렉상드르 뒤마 페레
- 의상: 그웬 웨이크링